# Jorginho (futbolista nacido en 1964)
Jorge de Amorim Campos Oliveira, más conocido como Jorginho (Río de Janeiro, 17 de agosto de 1964), es un exfutbolista y  entrenador de fútbol brasileño. Además fue campeón del mundo con Brasil en el Mundial de 1994. Actualmente dirige al Atlético Goianiense de Brasil.

## Biografía
Nacido en Río de Janeiro en el 64, comenzó su carrera como profesional en 1983 en el America FC, donde tras una temporada se marchó al CR Flamengo.
En 1989 se marchó de Brasil para fichar por el Bayer 04 Leverkusen de la Bundesliga alemana.
Tras tres buenas temporadas en el conjunto alemán fichó, en 1992, por otro gigante de la liga alemana, el Bayern de Múnich.
Después de dos temporadas en el equipo muniqués, respaldado por una línea defensiva que incluía a Olaf Thon, Thomas Helmer y luego a Lothar Matthäus, ganó la liga alemana, pero, tras el regreso Markus Babbel, un defensa central que también cubría el flanco derecho, solo jugó 10 partidos en la temporada 1994-95.
Los pocos partidos de los que dispuso en su última temporada en el Bayern, le hizo fichar por el Kashima Antlers de Japón, en el que estuvo cinco temporadas, y consiguió en dos ocasiones la J. League (liga japonesa) (1996 y 1998), donde también le otorgaron el título de Futbolista del año en Japón en 1996.
Tras eso, en 1999, Jorginho regresó a Brasil, para seguir jugando hasta los 39 años. Pasó por São Paulo FC, el CR Vasco da Gama y Fluminense FC. 
En 2001, estando en el Vasco, coincidió con Romário y Bebeto, pero parece no llevarse muy bien con la pareja.
Se retiró como futbolista en 2003 y en 2006 cogió las riendas como entrenador del America FC. 
Sin embargo, el 31 de julio de ese mismo año, fue contratado como asistente de Brasil. Durante cuatro años fue asistente técnico de la selección, dirigiendo dos amistosos, en 2008, tras la sanción de Dunga.
En 2010 dirige al Goiás EC y un año más tarde, ya en 2011, coge las riendas del Figueirense FC
Tras un breve paso por Japón, vuelve a Brasil y ficha, en marzo de 2013, por el Clube de Regatas do Flamengo. En junio de ese mismo año, es destituido y ocupa su lugar Mano Menezes. Ese mismo año ficha por el AA Ponte Preta, con el cual fue subcampeón de la Copa Sudamericana 2013. Luego de ello renuncia al club. 
En abril de 2014 se concreta su llegada a Al Wasl Football Club de Emiratos Árabes Unidos para asumir la dirección técnica. Al año siguiente, en 2015 vuelve a Brasil para entrenar al Vasco da Gama.
En abril de 2021 fue escogido como nuevo entrenador del Atlético Goianiense.
Posteriormente, llegó a dirigir al Cuiabá Esporte Clube, al que mantuvo en la máxima categoría del Brasileirao.

### Selección nacional
Jorginho debutó con la selección brasileña en 1987 y desde entonces, y hasta 1996, fue convocado 64 veces, anotando tres goles. Jugó los mundiales de fútbol de 1990 y 1994.
En la edición de este último, jugó todos los partidos y el país salió victorioso. Contribuyó con dos asistencias en el torneo, incluyendo una en las semifinales contra Suecia, ayudando a Romário a marcar el gol de la victoria. También actuó de inicio en la final contra Italia, sin embargo, se lesionó a los veinte minutos de juego, y fue sustituido por Cafú.
A nivel internacional, Jorginho también ayudó al equipo olímpico a ganar la plata en los Juegos Olímpicos de Seúl de 1988.

### Participaciones en Juegos Olímpicos
| Olimpiadas               | Sede | Resultado  |
| ------------------------ | ---- | ---------- |
| Juegos Olímpicos de 1988 | Seúl | Subcampeón |

### Participaciones en Copas del Mundo
| Mundial                        | Sede           | Resultado        |
| ------------------------------ | -------------- | ---------------- |
| Copa Mundial de Fútbol de 1990 | Italia         | Octavos de final |
| Copa Mundial de Fútbol de 1994 | Estados Unidos | Campeón          |

### Participaciones en Copa América
| Copa              | Sede    | Resultado  |
| ----------------- | ------- | ---------- |
| Copa América 1989 | Brasil  | Campeón    |
| Copa América 1995 | Uruguay | Subcampeón |

## Trayectoria

### Como futbolista
| Club                | País     | Año       |
| ------------------- | -------- | --------- |
| America             | Brasil   | 1983-1984 |
| Flamengo            | Brasil   | 1985-1989 |
| Bayer 04 Leverkusen | Alemania | 1989-1992 |
| Bayern de Múnich    | Alemania | 1992-1995 |
| Kashima Antlers     | Japón    | 1995-1999 |
| São Paulo           | Brasil   | 1999      |
| Vasco da Gama       | Brasil   | 2000-2001 |
| Fluminense          | Brasil   | 2001-2002 |

### Como entrenador
| Club                | País      | Año       |
| ------------------- | --------- | --------- |
| America             | Brasil    | 2005-2006 |
| Goiás               | Brasil    | 2010      |
| Figueirense         | Brasil    | 2011      |
| Kashima Antlers     | Japón     | 2012      |
| Flamengo            | Brasil    | 2013      |
| Ponte Preta         | Brasil    | 2013      |
| Al Wasl             | EAU       | 2014      |
| Vasco da Gama       | Brasil    | 2015-2016 |
| Bahia               | Brasil    | 2017      |
| Ceará               | Brasil    | 2018      |
| Vasco da Gama       | Brasil    | 2018      |
| Ponte Preta         | Brasil    | 2019      |
| Coritiba            | Brasil    | 2019      |
| Coritiba            | Brasil    | 2020      |
| Atlético Goianiense | Brasil    | 2021      |
| Cuiabá              | Brasil    | 2021      |
| Atlético Goianiense | Brasil    | 2022      |
| Vasco da Gama       | Brasil    | 2022      |
| Buriram United      | Tailandia | 2024      |
| Coritiba            | Brasil    | 2024      |

## Palmarés

### Como futbolista
| Título                          | Equipo              | Sede           | Año  |
| ------------------------------- | ------------------- | -------------- | ---- |
| Campeonato Carioca              | Flamengo            | Brasil         | 1986 |
| Copa Rous                       | Selección de Brasil | Inglaterra     | 1987 |
| Juegos Olímpicos                | Selección de Brasil | Seúl           | 1988 |
| Copa América                    | Selección de Brasil | Brasil         | 1989 |
| Bundesliga                      | Bayern Múnich       | Alemania       | 1994 |
| Copa Mundial de Fútbol          | Selección de Brasil | Estados Unidos | 1994 |
| J. League                       | Kashima Antlers     | Japón          | 1996 |
| J. League                       | Kashima Antlers     | Japón          | 1998 |
| Campeonato Brasileño de Serie A | Vasco da Gama       | Brasil         | 2000 |
| Copa Mercosur                   | Vasco da Gama       | Brasil         | 2000 |

### Entrenador
| Título             | Equipo          | Sede   | Año  |
| ------------------ | --------------- | ------ | ---- |
| Copa Suruga Bank   | Kashima Antlers | Japón  | 2012 |
| Copa J. League     | Kashima Antlers | Japón  | 2012 |
| Campeonato Carioca | Vasco da Gama   | Brasil | 2016 |

### Distinciones individuales
| Distinción                                             | Año  |
| ------------------------------------------------------ | ---- |
| Miembro del equipo de las estrellas de la Copa Mundial | 1994 |
| Futbolista del año en Japón                            | 1996 |

## Vida privada
Jorginho es un Cristiano renacido. Junto a sus compatriotas Cláudio Taffarel y Bismarck (también  futbolistas) presentaron su fe en una reedición especial de la película La Vida pública de Jesús, producida y  distribuida durante la Copa Mundial de Fútbol de 1998.
También fundó el club Bola Pra Frente en su favela de Río de Janeiro de Guadalupe.